# Raiffeisenbank Rodenbach
Die Raiffeisenbank eG (im Außenauftritt Raiffeisenbank eG Rodenbach Hasselroth Großkrotzenburg) ist eine deutsche Genossenschaftsbank mit Sitz im Ortsteil Niederrodenbach in der hessischen Gemeinde Rodenbach im Main-Kinzig-Kreis.

## Geschichte
Am 3. Juni 1890 wurde der Darlehenskassenverein Niederrodenbach im heutigen Ortsteil Niederrodenbach von Rodenbach gegründet. Der Darlehenskassenverein Großkrotzenburg wurde im Sommer 1891 in Großkrotzenburg, der Darlehenskassenverein Neuenhaßlau im November 1893 im heutigen Ortsteil Neuenhaßlau von Hasselroth gegründet. Im Januar 1909 gründeten 29 Niedermittlauer eine Raiffeisenbank im heutigen Ortsteil Niedermittlau von Hasselroth.
Die Raiffeisenbank eG in der heutigen Form entstand durch eine Fusion der Raiffeisenbank e.G. in Rodenbach mit der Raiffeisenbank Hasselroth eG im Jahr 1997. Bereits im Jahr 1971 fusionierte die Raiffeisenkasse Neuenhaßlau-Gondsroth eGmbH mit der Raiffeisenkasse Niedermittlau eGmbH zur Raiffeisenbank eGmbH Hasselroth. Die Raiffeisenbank Großkrotzenburg e.G. fusionierte im Jahr 1993 mit der Raiffeisenbank e.G. Rodenbach.

## Rechtsverhältnisse
Die Raiffeisenbank eG ist im Genossenschaftsregister beim Amtsgericht Hanau unter GnR 1021 eingetragen.

## Organisationsstruktur
Rechtsgrundlagen sind das Genossenschaftsgesetz und die durch die Vertreterversammlung beschlossene Satzung. Organe der Bank sind der Vorstand, der Aufsichtsrat und die Vertreterversammlung.

## Sicherungseinrichtung
Die Raiffeisenbank eG ist der amtlich anerkannten Sicherungseinrichtung des Bundesverbandes der Deutschen Volksbanken und Raiffeisenbanken GmbH und der zusätzlichen freiwilligen Sicherungseinrichtung des Bundesverbandes der Deutschen Volksbanken und Raiffeisenbanken e. V. angeschlossen.

## Geschäftsausrichtung
Die Raiffeisenbank eG betreibt das Universalbankgeschäft. Im Verbundgeschäft arbeitet sie mit der DZ Bank, R+V Versicherung, Bausparkasse Schwäbisch Hall, Teambank, VR Leasing, DZ Hyp und der Union Investment zusammen.

## Geschäftsgebiet
Das Geschäftsgebiet liegt im Westen des Main-Kinzig-Kreises. Zum Geschäftsgebiet gehören die Gemeinden Rodenbach, Hasselroth und Großkrotzenburg.
An diesen Orten betreibt die Bank Filialen:
- Niederrodenbach (Hauptstelle, jur. Sitz)
- Großkrotzenburg (Geschäftsstelle)
- Neuenhaßlau (Geschäftsstelle)
- Niedermittlau (Geschäftsstelle)
- Oberrodenbach (SB-Geschäftsstelle)